# Picton (Nouvelle-Zélande)
Pour les articles homonymes, voir Picton.
Picton (en maori : Waitohi) est une ville située dans la région-district de Marlborough, dans le nord de l'île du Sud en Nouvelle-Zélande. Situé dans le détroit de Cook, son port est le principal port d'échange avec l'île du Nord. 

## Géographie
La ville est située près du bassin de la Reine-Charlotte, à 25 km au nord de Blenheim et 65 km à l'ouest de Wellington. Waikawa se situe immédiatement au nord-est de Picton.
Picton est une plate-forme de correspondance importante en Nouvelle-Zélande, car la ville est le terminus maritime de l'île du Sud pour la traversée du détroit de Cook. Elle accueille donc une grande partie des marchandises et passagers en provenance ou au départ de l'île du Nord.

## Toponymie
La ville a été dénommée en l‘honneur de Sir Thomas Picton, le militaire gallois, associé à Arthur Wellesley de Wellington, qui fut tué lors de la Bataille de Waterloo .
L'écrivaine Katherine Beauchamp a longtemps séjourné à Picton, qu'elle mentionne dans sa nouvelle The Voyage.

## Transport
La ligne de chemin de fer de la principale ligne du nord (en) et la route nationale 1 relient la ville de Picton en direction du sud avec les villes de Blenheim, de Kaikoura, et de Christchurch et au-delà, par la pittoresque «Queen Charlotte Drive», (plus courte en distance mais habituellement plus lente que la «State Highway 1/State Highway 1» via la ville de Rapaura, près de Blenheim) allant vers l’ouest vers Havelock.
Le terminus de la grande route marquait la fin de la liaison et donc l’isolement relatif de cette zone dans les années passées et ce qui a encouragé l’installation de structures hôtelières modernes, à commencer par le American Luxury Motels, mais rien d’autre, après la mise en service du ferry pour Wellington.
Picton est le principal lien entre l'Île du Sud  et l'Île du Nord, avec une programmation des services de ferries à travers le détroit de Cook. 
Les 2 principales compagnies maritimes, qui opèrent sur cette route maritime sont l’Interislander (en)  et la “ Strait Shipping (en), qui, toutes les deux, offrent des capacités d’aller et retour (« Roll-on/roll-off») pour des voitures, mais aussi pour les camions et parfois aussi pour les trains, entre les îles .
Il a été proposé dans les années récentes, (la dernière fois en 2011) de relocaliser les terminaux des ferries de Picton vers la baie de Clifford Bay (en), au sud de la ville de Blenheim, pour réduire le temps de trajet. 
Toutefois ces propositions ne dépassent jamais le stade de projet, et furent parfois abandonnées.
Les trains de touristes ou simplement de passagers, longue distance, le long de la côte Pacifique venant de Christchurch, assurent un trajet journalier aller-retour vers Picton, durant les mois d’été.
L’aérodrome de Picton (en), est situé au niveau de la ville de Koromiko soit à 7,4 km au sud de la ville et offre un service régulier vers la capitale Wellington avec la compagnie Sounds Air (en) et des vols charters autour des «Marlborough sounds».
À proximité, on trouve les possibilités de logements de la ville d’ Anakiwa, de Waikawa, et dans la baie de ' Ngakuta'.
Le «Centre Edwin Fox Maritime» est caractérisé par les restes du navire Edwin Fox (en), le seul bateau survivant de transport pénal de détenus venant d’Australie et qui comporte un petit musée .

## Attraits
La ville est aussi souvent le point de séjours de vacances dans les Marlborough Sounds.
Les activités essentielles sont la pêche, la randonnée le long du chemin du chemin de la Queen Charlotte Sound (en) et la plongée sous marine .
Une promenade populaire pour la plongée est le pont de 177 m de long de l’ancien bateau de croisière MS Mikhail Lermontov, qui gît maintenant par 37 mètres de fond au niveau de Port Gore .
Des bateaux charters de plongées quittent Picton pour le dernier emplacement du “ Mikhail Lermontov”, l’une des plus grandes et surtout des plus accessibles parmi les épaves récentes du monde. 
La présence d’un guide est essentielle dans la mesure où le pont est depuis 1986 par 30 m de fond mais les plongeurs peuvent être désorientés, quand ils circulent à l’intérieur de la coque couchée sur le flanc .
D’autres  excellents sites de plongées, se situent  dans la région de Picton  comprenant la  'Réserve de poissons' , le ' Koi wreck', et la réserve de « Long Island Marine Reserve». 
Une introduction à la plongée (découverte de la plongée sous-marine) et la plongée accompagnée  de PADI (Professional Association of Diving Instructors), ainsi que des cours de certification pour la plongée en eau libre, sont disponibles au niveau de Picton  La plongée technique et les cours de  TDI (Technical Diving International) peuvent être complétés sur Picton, ainsi que des plongées dans les Marlborough Sounds.

## Galerie

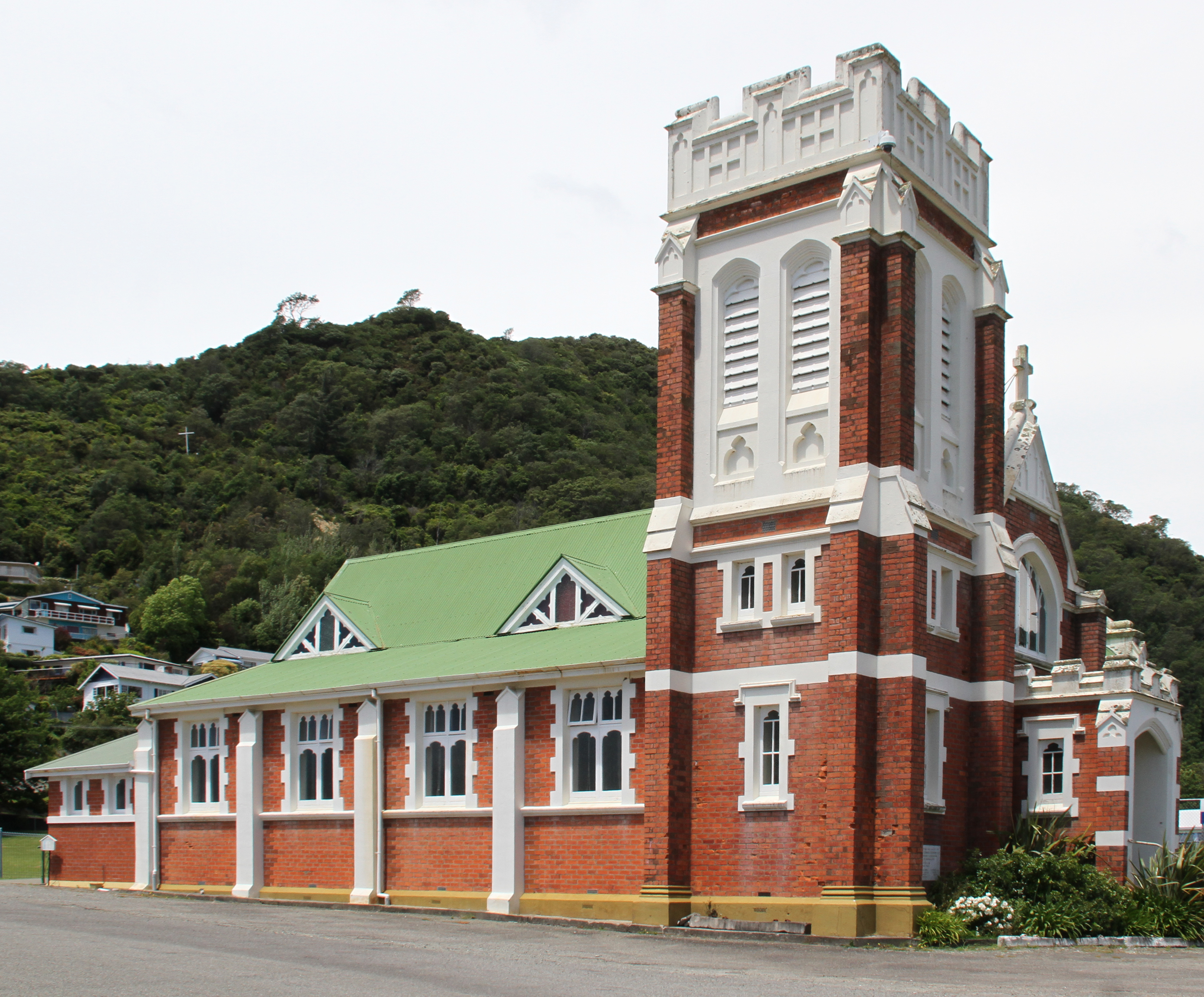
Église Saint-Joseph
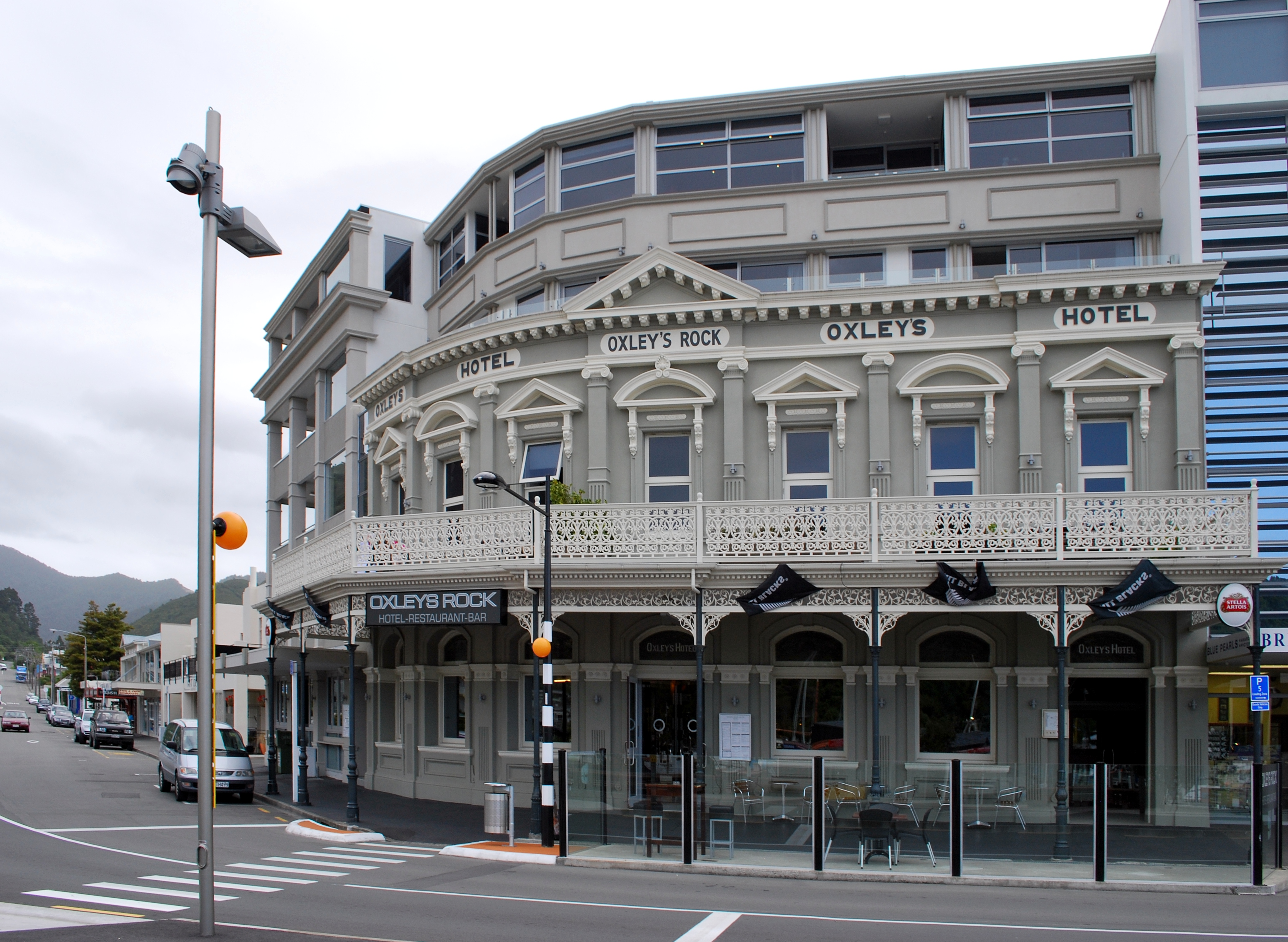
Hôtel Oxley's Rock
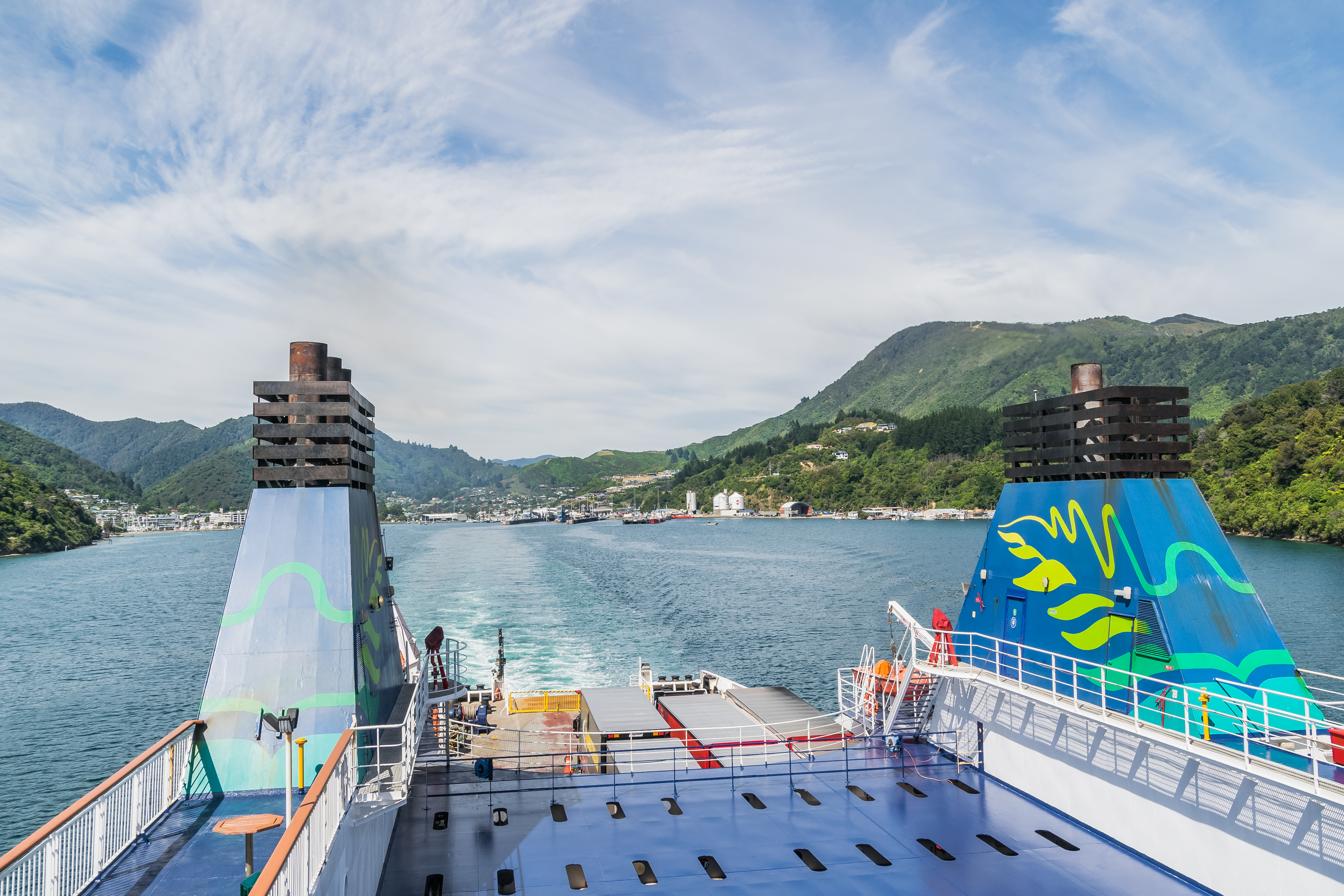
Vue depuis un navire Interislander
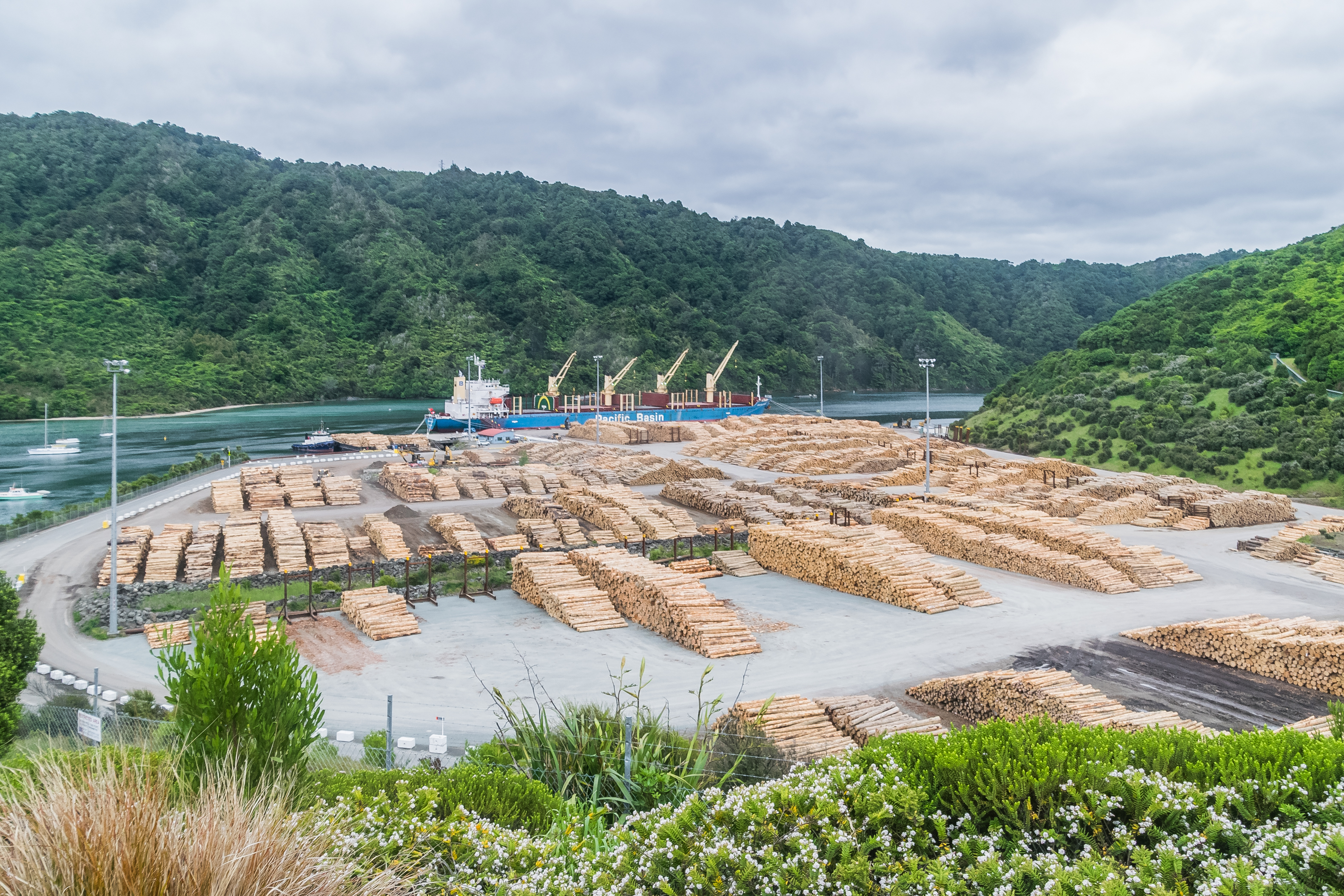
Dépôt de bois
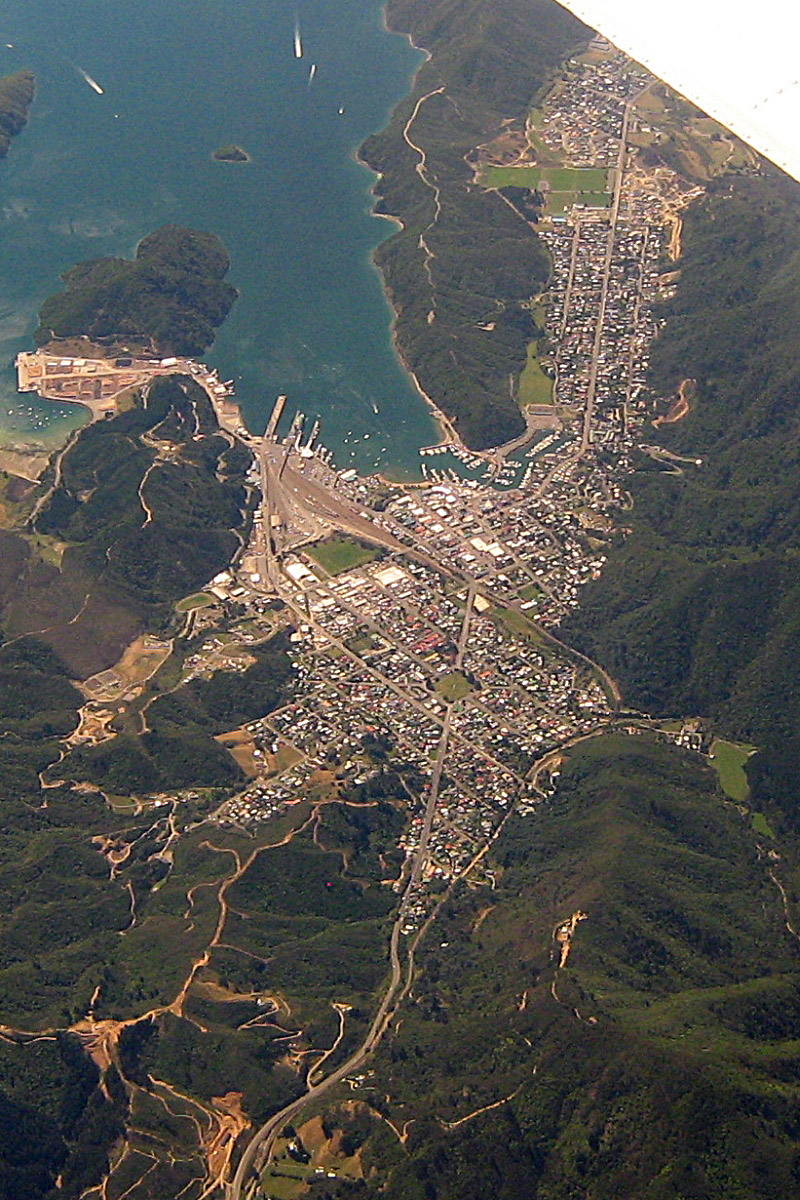
Vue aérienne

## Éducation
- La première école ouvrit à Picton en 1861 au coin de ‘Devon Stree’t et de ‘ Broadway’.
- Une nouvelle école ouvrit en 1882, et une partie de l’ancienne école fut déplacée sur le nouveau site, mais fut détruite par le feu en 1928.
- Un couvent catholique comportant une école, ouvrit en 1915, et fut remplacée par l’école St Joseph en 1924[5].
- Le “ Queen Charlotte College” est un établissement secondaire (pour les enfants du niveau 7 à 13 ) avec un taux de décile de 4 et un effectif de 400 élèves [6].
- La “Picton School “ est un établissement primaire (pour les enfants allant de l'année 1 à 6), avec un taux de décile de 3 et un effectif de 120 élèves[7].
- L’école ' St Joseph ' est une école primaire catholique, intégrée au public, accueillant les enfants de l'année 1 à 6, avec un taux de décile de 5 et un effectif de 25 élèves[8].

Toutes ces écoles sont mixtes. 
D’autres écoles primaires de la région siègent au niveau de la ville de Linkwater  et  de  Waikawa.

## Personnalités notables
- William Henry Woodgate (en) - Dernière personne à avoir été pendue dans la région de Marlborough [9].
- Judith Adams (en) – Homme politique australien.
- Lance Cairns (en) - Champion toutes catégories pour l’équipe de Nouvelle-Zélande de cricket.
- Chris Cairns (en) – Fils de Lance Cairns (en), aussi joueur de cricket dans l’équipe de Nouvelle-Zélande de cricket.
- Joseph Sullivan - Double médaillé d’or aux Jeux olympiques d'été de 2012 en aviron.
- L’auteur célèbre Katherine Mansfield a vécu un temps à Picton, où ses grands-parents, Arthur et Mary Beauchamp, et leur père Harold, vivaient depuis un certain temps, quand ils vinrent d’Australie. Elle a inclus des références au port dans son court roman "The Voyage (en)" (dans la collection “The Garden Party”), qui est  "un  acompte d’un voyage à  Picton, en venant de Wellington par le ferry en traversant le Détroit de Cook " [10] , [11].